# Partecipanti al Giro del Delfinato 2023
Elenco dei partecipanti al Giro del Delfinato 2023.
Il Giro del Delfinato 2023 è stata la settantacinquesima edizione della corsa. Alla competizione presero parte ventuno squadre: le diciotto con licenza UCI World Tour 2023 e tre dell'UCI ProTeam.
Ciascuna delle squadre è composta da sette ciclisti, per un totale di 147 ciclisti accreditati alla partenza.

## Corridori per squadra
Nota: R ritirato, NP non partito, FT fuori tempo, SQ squalificato
| Jumbo-Visma        | Jumbo-Visma           | Jumbo-Visma        | AG2R Citroën Team      | AG2R Citroën Team          | AG2R Citroën Team      | Bahrain Victorious       | Bahrain Victorious       | Bahrain Victorious       |
| ------------------ | --------------------- | ------------------ | ---------------------- | -------------------------- | ---------------------- | ------------------------ | ------------------------ | ------------------------ |
| N°                 | Ciclista              | Clas.              | N°                     | Ciclista                   | Clas.                  | N°                       | Ciclista                 | Clas.                    |
| 1                  | Jonas Vingegaard      | 1°                 | 11                     | Ben O'Connor               | 3°                     | 21                       | Mikel Landa              | 22°                      |
| 2                  | Tiesj Benoot          | 28°                | 12                     | Franck Bonnamour           | R 8ª                   | 22                       | Matevž Govekar           | 108°                     |
| 3                  | Steven Kruijswijk     | R 2ª               | 13                     | Geoffrey Bouchard          | R 4ª                   | 23                       | Kamil Gradek             | R 8ª                     |
| 4                  | Christophe Laporte    | 89°                | 14                     | Dorian Godon               | 41°                    | 24                       | Jack Haig                | 5°                       |
| 5                  | Attila Valter         | 26°                | 15                     | Oliver Naesen              | 43°                    | 25                       | Hermann Pernsteiner      | 25°                      |
| 6                  | Dylan van Baarle      | 68°                | 16                     | Nans Peters                | 54°                    | 26                       | Fred Wright              | 62°                      |
| 7                  | Nathan Van Hooydonck  | 67°                | 17                     | Greg Van Avermaet          | 76°                    | 27                       | Edoardo Zambanini        | 34°                      |
| Ineos Grenadiers   | Ineos Grenadiers      | Ineos Grenadiers   | Bora-Hansgrohe         | Bora-Hansgrohe             | Bora-Hansgrohe         | Soudal Quick-Step        | Soudal Quick-Step        | Soudal Quick-Step        |
| N°                 | Ciclista              | Clas.              | N°                     | Ciclista                   | Clas.                  | N°                       | Ciclista                 | Clas.                    |
| 31                 | Egan Bernal           | 12°                | 41                     | Jai Hindley                | 4°                     | 51                       | Julian Alaphilippe       | 10°                      |
| 32                 | Jonathan Castroviejo  | 31°                | 42                     | Sam Bennett                | 109°                   | 52                       | Andrea Bagioli           | 70°                      |
| 33                 | Omar Fraile           | 52°                | 43                     | Emanuel Buchmann           | 19°                    | 53                       | Rémi Cavagna             | 81°                      |
| 34                 | Ethan Hayter          | R 1ª               | 44                     | Patrick Gamper             | 90°                    | 54                       | Dries Devenyns           | R 8ª                     |
| 35                 | Daniel Martínez       | 23°                | 45                     | Ryan Mullen                | 111°                   | 55                       | Florian Sénéchal         | 87°                      |
| 36                 | Carlos Rodríguez      | 9°                 | 46                     | Nils Politt                | 48°                    | 56                       | Mauri Vansevenant        | 58°                      |
| 37                 | Ben Turner            | R 4ª               | 47                     | Danny van Poppel           | 80°                    | 57                       | Ethan Vernon             | 107°                     |
| Groupama-FDJ       | Groupama-FDJ          | Groupama-FDJ       | EF Education-EasyPost  | EF Education-EasyPost      | EF Education-EasyPost  | Intermarché-Circus-Wanty | Intermarché-Circus-Wanty | Intermarché-Circus-Wanty |
| N°                 | Ciclista              | Clas.              | N°                     | Ciclista                   | Clas.                  | N°                       | Ciclista                 | Clas.                    |
| 61                 | David Gaudu           | 30°                | 71                     | Richard Carapaz            | 36°                    | 81                       | Louis Meintjes           | 7°                       |
| 62                 | Kevin Geniets         | 29°                | 72                     | Andrey Amador              | 100°                   | 82                       | Rune Herregodts          | R 7ª                     |
| 63                 | Matthieu Ladagnous    | 113°               | 73                     | Esteban Chaves             | 32°                    | 83                       | Madis Mihkels            | R 8ª                     |
| 64                 | Olivier Le Gac        | 106°               | 74                     | Owain Doull                | 91°                    | 84                       | Hugo Page                | R 1ª                     |
| 65                 | Valentin Madouas      | 42°                | 75                     | Andrea Piccolo             | 102°                   | 85                       | Tom Paquot               | 101°                     |
| 66                 | Lenny Martinez        | 18°                | 76                     | Sean Quinn                 | R 8ª                   | 86                       | Rein Taaramäe            | 94°                      |
| 67                 | Reuben Thompson       | 85°                | 77                     | James Shaw                 | 24°                    | 87                       | Georg Zimmermann         | 45°                      |
| Movistar Team      | Movistar Team         | Movistar Team      | Trek-Segafredo         | Trek-Segafredo             | Trek-Segafredo         | UAE Team Emirates        | UAE Team Emirates        | UAE Team Emirates        |
| N°                 | Ciclista              | Clas.              | N°                     | Ciclista                   | Clas.                  | N°                       | Ciclista                 | Clas.                    |
| 91                 | Enric Mas             | 17°                | 101                    | Giulio Ciccone             | 11°                    | 111                      | Adam Yates               | 2°                       |
| 92                 | Jorge Arcas           | 99°                | 102                    | Jon Aberasturi             | 112°                   | 112                      | Ivo Oliveira             | 114°                     |
| 93                 | Matteo Jorgenson      | 63°                | 103                    | Kenny Elissonde            | 73°                    | 113                      | Mikkel Bjerg             | 55°                      |
| 94                 | Gregor Mühlberger     | R 8ª               | 104                    | Markus Hoelgaard           | R 7ª                   | 114                      | Felix Großschartner      | 21°                      |
| 95                 | Nelson Oliveira       | 49°                | 105                    | Juan Pedro López           | 38°                    | 115                      | Vegard Stake Laengen     | 64°                      |
| 96                 | Antonio Pedrero       | 27°                | 106                    | Natnael Tesfatsion         | R 6ª                   | 116                      | Rafał Majka              | 14°                      |
| 97                 | Sergio Samitier       | 75°                | 107                    | Antwan Tolhoek             | R 1ª                   | 117                      | Matteo Trentin           | 74°                      |
| Cofidis            | Cofidis               | Cofidis            | Uno-X Pro Cycling Team | Uno-X Pro Cycling Team     | Uno-X Pro Cycling Team | Lotto Dstny              | Lotto Dstny              | Lotto Dstny              |
| N°                 | Ciclista              | Clas.              | N°                     | Ciclista                   | Clas.                  | N°                       | Ciclista                 | Clas.                    |
| 121                | Guillaume Martin      | 6°                 | 131                    | Tobias Halland Johannessen | 15°                    | 141                      | Maxim Van Gils           | R 5ª                     |
| 122                | Eddy Finé             | 95°                | 132                    | Martin Urianstad           | R 8ª                   | 142                      | Victor Campenaerts       | 82°                      |
| 123                | Anthony Perez         | 83°                | 133                    | Anthon Charmig             | 56°                    | 143                      | Thomas De Gendt          | R 8ª                     |
| 124                | Pierre-Luc Périchon   | 60°                | 134                    | Fredrik Dversnes           | 96°                    | 144                      | Milan Menten             | NP 7ª                    |
| 125                | Benjamin Thomas       | R 8ª               | 135                    | Anders Johannessen         | 59°                    | 145                      | Eduardo Sepúlveda        | 33°                      |
| 126                | Harrison Wood         | 77°                | 136                    | Torstein Træen             | 8°                     | 146                      | Harry Sweeny             | 46°                      |
| 127                | Axel Zingle           | 98°                | 137                    | Jonas Gregaard             | 92°                    | 147                      | Brent Van Moer           | 61°                      |
| Team Jayco AlUla   | Team Jayco AlUla      | Team Jayco AlUla   | TotalEnergies          | TotalEnergies              | TotalEnergies          | Team DSM                 | Team DSM                 | Team DSM                 |
| N°                 | Ciclista              | Clas.              | N°                     | Ciclista                   | Clas.                  | N°                       | Ciclista                 | Clas.                    |
| 151                | Dylan Groenewegen     | NP 6ª              | 161                    | Pierre Latour              | R 8ª                   | 171                      | Marco Brenner            | 71°                      |
| 152                | Lawson Craddock       | 79°                | 162                    | Edvald Boasson Hagen       | 72°                    | 172                      | Romain Combaud           | R 2ª                     |
| 153                | Luke Durbridge        | 88°                | 163                    | Mathieu Burgaudeau         | 50°                    | 173                      | Leon Heinschke           | 103°                     |
| 154                | Tsgabu Grmay          | 44°                | 164                    | Steff Cras                 | R 2ª                   | 174                      | Lorenzo Milesi           | 104°                     |
| 155                | Chris Harper          | 16°                | 165                    | Fabien Grellier            | 110°                   | 175                      | Oscar Onley              | 40°                      |
| 156                | Rudy Porter           | R 6ª               | 166                    | Mattéo Vercher             | R 8ª                   | 176                      | Max Poole                | 13°                      |
| 157                | Elmar Reinders        | NP 7ª              | 167                    | Alexis Vuillermoz          | 37°                    | 177                      | Florian Stork            | 97°                      |
| Alpecin-Deceuninck | Alpecin-Deceuninck    | Alpecin-Deceuninck | Astana Qazaqstan Team  | Astana Qazaqstan Team      | Astana Qazaqstan Team  | Team Arkéa-Samsic        | Team Arkéa-Samsic        | Team Arkéa-Samsic        |
| N°                 | Ciclista              | Clas.              | N°                     | Ciclista                   | Clas.                  | N°                       | Ciclista                 | Clas.                    |
| 181                | Jason Osborne         | 51°                | 191                    | David de la Cruz           | 35°                    | 201                      | Clément Champoussin      | 20°                      |
| 182                | Tobias Bayer          | 53°                | 192                    | Manuele Boaro              | R 6ª                   | 202                      | Anthony Delaplace        | 47°                      |
| 183                | Nicola Conci          | 86°                | 193                    | Joseph Dombrowski          | 66°                    | 203                      | Donavan Grondin          | R 6ª                     |
| 184                | Jimmy Janssens        | 65°                | 194                    | Gianmarco Garofoli         | 78°                    | 204                      | Simon Guglielmi          | 39°                      |
| 185                | Robert Stannard       | 57°                | 195                    | Antonio Nibali             | 69°                    | 205                      | Hugo Hofstetter          | R 4ª                     |
| 186                | Lionel Taminiaux      | 116°               | 196                    | Aljaksandr Rabušėnka       | 115°                   | 206                      | Kévin Ledanois           | 93°                      |
| 187                | Fabio Van Den Bossche | 105°               | 197                    | Andrej Zejc                | R 3ª                   | 207                      | Łukasz Owsian            | 84°                      |